# Sint-Antonius van Paduakerk (Etterbeek)
De Sint-Antonius van Paduakerk (Frans: Église Saint-Antoine-de-Padoue) is een 20e-eeuws neogotisch kerkgebouw in de Belgische gemeente Etterbeek in het Brussels Hoofdstedelijk Gewest. De kerk staat op het Sint-Antoonplein 1. Het is ontworpen door de architecten Edmond Serneels en Georges Cochaux.

## Geschiedenis
Het ontwerp van de kerk is naar de gotische stijl van de late 13e eeuw. De bouw begon in 1905 en duurde tot 1935, toen dit deel van Etterbeek nog tamelijk landelijk was. Het plein maakte deel uit van het nieuwe wegennet dat tussen 1902 en 1906 was aangelegd. Het koor en de drie traveeën van het schip dateren uit 1906, in 1935 waren de werken aan het schip klaar en werd de toren opgetrokken. Het materiaal bestaat uit metselwerk met natuursteen met ook enkele elementen uit gewapend beton in de toren. De buitengevels zijn volledig bedekt met breukstenen van arduin uit Namèche in de Maasvallei. De kerk bezit geen transept. De gevel is asymmetrisch, aan de rechterzijde geflankeerd door een toren met vier klokkenstoelen. Op het dat staat een hoge, spitse dakruiter.

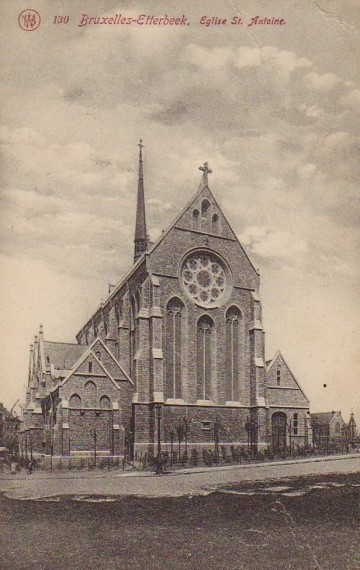
De kerk na de eerste bouwfase (1909)

De kerk is niet de enige Sint-Antonius van Paduakerk in het Brussels hoofdstedelijk gewest. Vijf kilometer verderop staat de kerk van het Sint-Antonius van Paduaklooster met dezelfde patroonheilige: Antonius van Padua.